# Clemens Michaelis
Clemens Michaelis (* 1587 in Stettin; † 18. April 1630 ebenda) war Bürgermeister von Stettin.
Clemens Michaelis war der Sohn des gleichnamigen herzoglichen Landrentmeisters in Pommern. Er wurde zum Doktor beider Rechte promoviert und war geheimer Rat der Herzoginwitwe Sophie Hedwig in Loitz. Weiterhin war er Advokat beim fürstlichen Hofgericht. Von 1616 bis an sein Lebensende war er Bürgermeister von Stettin.
Er war kein Landrat, wie unter anderem bei Gustav Kratz angegeben, da die Städte im Landesteil Pommern-Stettin erst 1634 wieder Landräte stellen durften, sondern wurde 1628 als „Consilii Status Assessor“ in den pommerschen Kriegs- oder Staatsrat berufen.
Sein Sohn Bogislaus Philipp Michaelis (1606–1656) war königlich-schwedischer Hofrat.